# Новогруд-Бобжанський (гміна)
Гміна Новогруд-Бобжанський (пол. Gmina Nowogród Bobrzański) — місько-сільська гміна у північно-західній Польщі. Належить до Зеленогурського повіту Любуського воєводства.
Станом на 31 грудня 2011 у гміні проживало 9443 особи.

## Територія
Згідно з даними за 2007 рік площа гміни становила 259.41 км², у тому числі:
- орні землі: 30.00%
- ліси: 59.00%

Таким чином, площа гміни становить 16.52% площі повіту.

## Населення
Станом на 31 грудня 2011:
| Опис     | Загалом | Загалом | Чоловіки | Чоловіки | Жінки | Жінки |
| -------- | ------- | ------- | -------- | -------- | ----- | ----- |
| одиниця  | осіб    | %       | осіб     | %        | осіб  | %     |
| все      | 9443    | 100     | 4667     | 49.42    | 4776  | 50.58 |
| міське   | 5151    | 100     | 2528     | 49.08    | 2623  | 50.92 |
| сільське | 4292    | 100     | 2139     | 49.84    | 2153  | 50.16 |

## Сусідні гміни
Гміна Новогруд-Бобжанський межує з такими гмінами: Бжезьниця, Бобровіце, Домбе, Жари, Зелена Гура, Кожухув, Любсько, Свідниця, Ясень.